# 일본공산당 중앙위원회 서기국장
일본공산당 중앙위원회 서기국장(일본어: 日本共産党中央委員会書記局長 니혼쿄산토츄오이인카이쇼키쿄쿠쵸[*])은 일본공산당의 당서기다. 중앙위원회 서기국의 책임자로, 다른 일본 정당의 "간사장"에 해당한다. 당의장, 당위원장과 함께 "당삼역(党三役)"으로서 당내 3두를 구성한다. 
전후 재건된 일본공산당에서는 "서기장"이 명예직인 당의장 다음의 2인자로서 실권자였다. 1970년 제11차 당대회에서 서기장이 폐지되고 그 권능이 신설된 당위원장과 서기국장으로 분할되었다.

## 역대 서기국장
1. 후와 테츠조(1970년-1982년)
2. 카네코 미츠히로(1982년-1990년)
3. 시이 가즈오(1990년-2000년)
4. 이치다 타다요시(2000년-2014년)
5. 야마시타 요시키(2014년-2016년)
6. 코이케 아키라(2016년-현재)